# مردقوش مستدير الأوراق
المردقوش مستدير الأوراق (باللاتينية: Origanum rotundifolium) نوع نباتي من جنس المردقوش الذي يتبع الفصيلة الشفوية.

## الموئل والانتشار
موطنه القوقاز.

## مرادفات للاسم العلمي
- (باللاتينية: Amaracus rotundifolius (Boiss.) Briq.)